# Ћуштица
Ћуштица је насеље у Србији у општини Књажевац у Зајечарском округу. Према попису из 2022. било је 80 становника (према попису из 1991. било је 406 становника).

## Демографија
У насељу Ћуштица живи 80 пунолетних становника, а просечна старост становништва износи 69,0 година (72,5 код мушкараца и 63,0 код жена). У насељу има 44 домаћинства, а просечан број чланова по домаћинству је 1,82.
Ово насеље је великим делом насељено Србима (према попису из 2002. године), а у последња три пописа, примећен је пад у броју становника.
|  |

| Демографија | Демографија | Демографија |
| Година      | Становника  | Становника  |
| ----------- | ----------- | ----------- |
| 1948.       | 1.280       |             |
| 1953.       | 1.296       |             |
| 1961.       | 1.171       |             |
| 1971.       | 952         |             |
| 1981.       | 647         |             |
| 1991.       | 406         | 400         |
| 2002.       | 253         | 253         |
| 2011.       | 166         |             |
| 2022.       | 80          |             |

| Етнички састав према попису из 2002.‍ | Етнички састав према попису из 2002.‍ | Етнички састав према попису из 2002.‍ | Етнички састав према попису из 2002.‍ | Етнички састав према попису из 2002.‍ |
| ------------------------------------ | ------------------------------------ | ------------------------------------ | ------------------------------------ | ------------------------------------ |
|                                      |                                      |                                      |                                      |                                      |
| Срби                                 | Срби                                 |                                      | 251                                  | 99,20%                               |
| непознато                            | непознато                            |                                      | 2                                    | 0,79%                                |

| Година пописа     | 1948. | 1953. | 1961. | 1971. | 1981. | 1991. | 2002. |
| ----------------- | ----- | ----- | ----- | ----- | ----- | ----- | ----- |
| Број домаћинстава | 222   | 229   | 250   | 210   | 165   | 130   | 103   |

| Број чланова      | 1  | 2  | 3  | 4  | 5 | 6 | 7 | 8 | 9 | 10 и више | Просек |
| ----------------- | -- | -- | -- | -- | - | - | - | - | - | --------- | ------ |
| Број домаћинстава | 12 | 54 | 21 | 11 | 4 | 1 | 0 | 0 | 0 | 0         | 2,46   |

| Пол    | Укупно | Неожењен/Неудата | Ожењен/Удата | Удовац/Удовица | Разведен/Разведена | Непознато |
| ------ | ------ | ---------------- | ------------ | -------------- | ------------------ | --------- |
| Мушки  | 128    | 23               | 90           | 10             | 5                  | 0         |
| Женски | 120    | 4                | 89           | 25             | 2                  | 0         |
| УКУПНО | 248    | 27               | 179          | 35             | 7                  | 0         |

| Пол    | Укупно                    | Пољопривреда, лов и шумарство | Рибарство                            | Вађење руде и камена | Прерађивачка индустрија       |
| ------ | ------------------------- | ----------------------------- | ------------------------------------ | -------------------- | ----------------------------- |
| Мушки  | 54                        | 36                            | 0                                    | 0                    | 12                            |
| Женски | 22                        | 21                            | 0                                    | 0                    | 0                             |
| УКУПНО | 76                        | 57                            | 0                                    | 0                    | 12                            |
| Пол    | Производња и снабдевање   | Грађевинарство                | Трговина                             | Хотели и ресторани   | Саобраћај, складиштење и везе |
| Мушки  | 1                         | 1                             | 2                                    | 0                    | 0                             |
| Женски | 0                         | 0                             | 0                                    | 0                    | 0                             |
| УКУПНО | 1                         | 1                             | 2                                    | 0                    | 0                             |
| Пол    | Финансијско посредовање   | Некретнине                    | Државна управа и одбрана             | Образовање           | Здравствени и социјални рад   |
| Мушки  | 0                         | 0                             | 0                                    | 0                    | 0                             |
| Женски | 0                         | 0                             | 1                                    | 0                    | 0                             |
| УКУПНО | 0                         | 0                             | 1                                    | 0                    | 0                             |
| Пол    | Остале услужне активности | Приватна домаћинства          | Екстериторијалне организације и тела | Непознато            | Непознато                     |
| Мушки  | 1                         | 0                             | 0                                    | 1                    | 1                             |
| Женски | 0                         | 0                             | 0                                    | 0                    | 0                             |
| УКУПНО | 1                         | 0                             | 0                                    | 1                    | 1                             |